# Petit-Fresin
Petit-Fresin (en néerlandais : Klein-Vorsen) est un hameau de Montenaken, une section de Gingelom dans la province belge du Limbourg .
Le hameau est situé immédiatement à l'est de Montenaken avec lequel il forme une agglomération. Bien que le nom du hameau suggère le contraire, Petit-Fresin n’appartient pas à la section de Fresin, situé à environ deux kilomètres au sud-est de Petit-Fresin.
Petit-Fresin est situé en Hesbaye. Le paysage environnant est caractérisé par un relief en pente et les sols fertiles sont idéaux pour les cultures arables. L'altitude dans cette zone varie entre 107 et 122 mètres.
Une chapelle Saint-Rombaut est située dans le hameau. Cette ancienne chapelle date du dernier quart du XIXe siècle et est conçue comme une église à une seule nef. Le bâtiment est construit en brique et fini avec de la pierre bleue. En 2005, la chapelle a été transformée en centre culturel local.
À l'est et au sud-est de Petit-Fresin se trouvent Twee Tommen et Drie Tommen. Ce sont des tumuli gallo-romains faisant partie d'un groupe de six tombeaux situés près de Montenaken et datant de la seconde moitié du deuxième siècle de notre ère.
Il y a d'autres monuments : 
- Le château de Roberti, Groenplaats 5. Un bâtiment du XVIIIe siècle. H.J .Roberti a vécu ià. Ce fut le premier percepteur des impôts locaux après l'indépendance de la Belgique.
- Monument pour August Kempeneers, sur la Groenplaats.

## Villages à proximité
Montenaken, Corthys, Fresin et Niel-lez-Saint-Trond